# Hexalobus
Hexalobus is een geslacht uit de familie Annonaceae. De soorten komen voor in tropisch en zuidelijk Afrika.

## Soorten
- Hexalobus bussei Diels
- Hexalobus crispiflorus A.Rich.
- Hexalobus monopetalus (A.Rich.) Engl. & Diels
- Hexalobus mossambicensis N.Robson
- Hexalobus salicifolius Engl.